# 纳瓦拉克鲁斯
纳瓦拉克鲁斯，是西班牙卡斯蒂利亚-莱昂阿维拉省的一个市镇。 总面积50km2, 总人口274人（2001年），人口密度5人/km2。